# Bo-Rukul
Die Sprache Bo-Rukul (ISO 639-3: mae; auch “kaleri”, mabo-barkul, mabo-barukul) ist eine platoide Sprache, die von insgesamt 2.000 Personen im nigerianischen Bundesstaat Plateau in den Ortschaften Barkul, Mabo, Richa und Mwa im Lokalen Regierungsareal Bokkos gesprochen wird.
Es gibt zwei Dialekte, die innerhalb der Sprache gesprochen werden, bo und rukul, beide von jeweils 1.000 Sprechern. Zusammen mit den Sprachen Fyam [pym] und Horom [hoe], beide aus Nigeria, bildet das Bo-Rukul die Untergruppe der südlichen Plateau-Sprachen. Kulturell sind die Kaleri ähnlich den Kulere, aber die Sprache stammt aus der tschadischen Sprachgruppe. Die Bo-Rukul-Sprecher sprechen als Zweitsprachen zumeist auch Haussa [hau], Kulere [kul] und Englisch [eng].